# بسمة عزوار
بسمة عزوار سياسية جزائرية، محامية، ناشطة حقوقية. وزيرة العلاقات مع البرلمان الجزائري

## حياتها
ولدت في باتنة يوم 16 مارس 1983. هي متزوجة وأم لطفلين.
تحصلت على شهادة ليسانس في العلوم القانونية، شهادة الكفاءة المهنية في المحاماة ماستر في حقوق الإنسان. عملت محامية من 2008 إلى 2017.
كانت عضوا في حزب اتحاد القوى الديمقراطية والاجتماعية من 2011 إلى 2013. عضو مكتب ولائي لجبهة المستقبل منذ 2015. عضو مجلس وطني لجبهة المستقبل منذ 2018. رئيسة أول ندوة وطنية للمرأة لجبهة المستقبل في 2019. عضو في منظمة برلمانيون عرب ضد الفساد. عضو في رابطة برلمانيون من أجل القدس.
فازت في الانتخابات التشريعية الجزائرية 2017 بمقعد نائب برلماني في المجلس الشعبي الوطني ممثلة لجبهة المستقبل عن دائرة انتخابية في ولاية باتنة.
اشتهرت بسمة عزوار في مواقع التواصل بمدخلاتها البرلمانية تزامنا مع بداية الحراك الشعبي المعارضة لنظام الرئيس بوتفليقة، وخاصة ردودها على الوزير الأول آنذاك أحمد أويحيى الذي قال ان الشعب فرحان.
عينت في 2 يناير 2020 وزيرة مكلفة بالعلاقات مع البرلمان في حكومة جراد. لتصبح أول وزيرة محجبة تدخل الحكومة في تاريخ الجزائر.